# Tribano
Tribano es una localidad y comune italiana de la provincia de Padua, región de Véneto, con 4.424 habitantes.

## Evolución demográfica
| Gráfica de evolución demográfica de Tribano entre 1861 y 2001 |
|                                                               |
| Fuente ISTAT - elaboración gráfica de Wikipedia               |